# 鲍勃·洛克穆勒
罗伯特·L·洛克穆勒（英語：Robert L. Lochmueller，1927年6月5日—2020年10月27日），美国NBA联盟前职业篮球运动员。他在1952年的NBA选秀中第1轮第7顺位被西拉丘斯国民选中。